# Карауе
Карауе (ісп. Carahue) — місто в Чилі. Адміністративний центр однойменної комуни. Населення — 9459 осіб (2002). Місто і комуна входить до складу провінції Каутин і регіону Арауканія.
Територія комуни — 1340,6 км. Чисельність населення — 25 915 осіб (2007). Щільність населення — 19,33 чол./км².

## Розташування
Місто розташоване за 51 км на захід від адміністративного центру області міста Темуко.
Комуна межує:
- на півночі — з комунами Тіруа, Лумако
- на сході — з комунами Чольчоль, Нуева-Імперіаль
- на півдні — з комуною Теодоро-Шмідт
- на південному заході — з комуною Сааведра

На заході комуни розташований Тихий океан.

## Демографія
Згідно з даними, зібраними під час перепису Національним інститутом статистики, населення комуни становить 25 915 осіб, з яких 13 218 чоловіків та 12 697 жінок.
Населення комуни становить 2,76 % від загальної чисельності населення області регіону Арауканія. 56,93 % належить до сільського населення та 43,07 % — міське населення.

### Найважливіші населені пункти комуни
- Карауе (місто) — 9459 мешканців
- Троволуе (селище) — 2137 мешканців